# Iglesia de Santa Gema Galgani
La Iglesia de Santa Gema Galgani, conocida popularmente como la Parroquia Santa Gemita, es una iglesia parroquial chilena de culto católico ubicada en la comuna de Ñuñoa, en Santiago.  Su advocación corresponde a Gema Galgani, una santa italiana reconocida y venerada por la Iglesia católica.  

## Historia
En 1895, los Padres Pasionistas, como se conocen a los miembros de la Congregación de la Pasión, quienes al llegar a Chile se asentaron en un comienzo en Viña del Mar, aceptaron la invitación del Obispado de Santiago para radicarse en la ciudad. Gracias a la donación de los terrenos realizada por Luis Gandarillas, los religiosos pudieron construir, en primera instancia, una capilla y un convento dedicados a Nuestra Señora de los Dolores. Posteriormente, a comienzos del siglo XX, el arquitecto español José Forteza diseñó la edificación de la actual iglesia en un estilo neoclásico, la cual fue inaugurada en 1906 y conservó su advocación mariana. No fue hasta 1940, tras la canonización de Santa Gema por el Papa Pío XII, que la iglesia fue oficialmente renombrada en su honor, en reconocimiento a su estrecha relación con la congregación pasionista. El 11 de octubre de 1949, la iglesia fue elevada a parroquia por el arzobispo de Santiago, José María Caro.
Durante el terremoto de 2010, la parroquia sufrió daños en su infraestructura, por lo que la Arquidiócesis de Santiago ha realizado campañas de recolección de fondos para su restauración. Durante dicho periodo, se celebraron misas provisoriamente en una carpa ubicada en el antejardín de la iglesia.
En 2016, fue inaugurada en dependencias de la parroquia una capilla de adoración eucarística perpetua, abierta las 24 horas del día para los feligreses.
En 2019, el Instituto Secular Obreras de la Santa Cruz, celebró sus 50 años de presencia en Chile con una misa en la parroquia, oficiada por el arzobispo Celestino Aós.
En febrero de 2025, el cardenal Fernando Chomalí ofició una misa por la salud del Papa Francisco en esta iglesia, donde además declaró a la prensa que especular sobre su muerte es una "frivolidad".